# سيسينيوس
يوحنا السابع هو البابا رقم 87 في قائمة باباوات الكنيسة الكاثوليكية من أصل سوري, وقد انتخب يوم 15 يناير عام 708 وتوفي بعد عشرين يوماً من انتخابه يوم 14 فبراير دون حوادث تاريخية تذكر, .